# Luis de Velasco y Velasco
Don Luis de Velasco y Velasco, 1. marqués de Belvedere, 2. conde de Salazar (* 1559/60 in Valladolid; † 13. September 1625 oder 1626 in Dünkirchen) war ein spanischer General in den Habsburgischen Niederlanden. Er wird auch (fälschlich) als Luis de Velasco y Aragón bezeichnet.
Er war der zweite Sohn des Juan de Velasco, señor de Castelgeriego y Salazar und dessen Frau Beatriz de Velasco y Mendoza, der Tochter des Vizekönigs von Neuspanien Luis de Velasco aus einem anderen Zweig des kastilischen Adelsgeschlechts Velasco.
Als junger Mann ging er nach Italien und zeichnete sich dort im Dienst des Vizekönigs von Neapel aus. 1591 wurde er in die spanischen Niederlande gerufen, wo der Krieg gegen die aufständischen Niederländer tobte. Zunächst als Feldmeister (Maestre de Campo) eines Tercio-Infanterieverbandes im Einsatz, wurde er 1597 zum Befehlshaber (Generalkapitän) der Artillerie und 1602 schließlich zum Generalkapitän der Kavallerie der Armee von Flandern (Ejército de Flandes) ernannt.
Unter dem Oberkommando von Albrecht VII. von Österreich und Ambrosio Spinola nahm Velasco in den folgenden Jahren an zahlreichen Feldzügen teil. Eine erste wichtige Rolle spielte er 1596 bei der Eroberung des französischen Calais, das aber bereits zwei Jahre später im Frieden von Vervins wieder an Frankreich zurückgegeben wurde. 1622, während Spinolas Feldzug gegen Bergen op Zoom, gelang ihm die Eroberung von Steenbergen.
Für seine militärischen Leistungen erhielt er 1616 den neapolitanischen Adelstitel Marqués de Belvedere. 1621, nach dem kinderlosen Tod des älteren Bruders, erbte Luis de Velasco auch dessen Titel Conde de Salazar und Conde de Castilnovo. 1621/22 wurde er in den Orden vom Goldenen Vlies aufgenommen. 1623 und 1624 folgten die Ernennungen zum Mitglied des obersten Kriegsrats und zum Mitglied des Staatsrats.
Er starb 1625 (oder 1626) in Dünkirchen, wo er die Befestigungsanlagen inspizierte, an einer Krankheit.
Don Luis de Velasco war mit Anne de Hénin verheiratet, der Tochter des Jacques, Marquis de Vere et de Vlissingen. Das Paar hatte mehrere Kinder, darunter drei Söhne, die dem Vater in dessen Titeln nachfolgten.
Velasco wurde, dank seiner Beteiligung an der Belagerung Bergen op Zooms, in dem aus dem 16. Jahrhundert stammenden niederländischen Geusenlied Merck toch hoe sterk genannt.